# Cyril Grandet

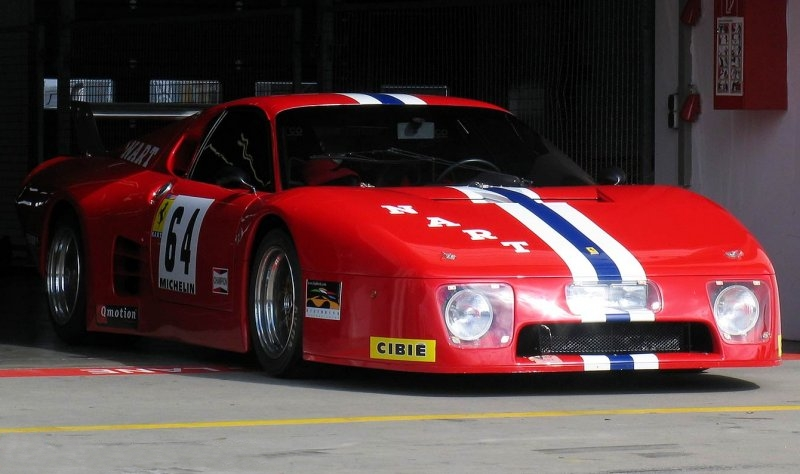
Der Ferrari 512 BB mit dem Cyril Grandet beim 24-Stunden-Rennen von Le Mans 1979 am Start war

Cyril Grandet (* 19. Dezember 1942 in Pau) ist ein ehemaliger französischer Autorennfahrer.

## Karriere im Motorsport
Cyril Grandet war in den 1970er- und 1980er-Jahren im GT- und Sportwagensport aktiv. Seine ersten Rennsiege feierte er 1971 in der französischen GT-Meisterschaft. Mit vier Laufsiegen – davon dreimal in Monthlhèry und einmal in Magny-Cours – sicherte er sich Ende des Jahres die Meisterschaft.
1973 gab er sein Debüt beim 24-Stunden-Rennen von Le Mans, wo er ein Jahr später Fünfter in der Gesamtwertung. Damit ging auch der Sieg in der GTS-Klasse über 5-Liter-Hubraum an Grandet  und seinen Teamkollegen Dominique Bardini.
Seinen größten internationalen Erfolg feierte Grandet 1979 mit dem vierten Rang beim zur Sportwagen-Weltmeisterschaft 1979 zählenden 6-Stunden-Rennen von Silverstone.

## Statistik

### Le-Mans-Ergebnisse
| Jahr | Team                       | Fahrzeug                | Teamkollege          | Teamkollege       | Platzierung     | Ausfallgrund    |
| ---- | -------------------------- | ----------------------- | -------------------- | ----------------- | --------------- | --------------- |
| 1973 | Shark Racing Team          | Ferrari 365GTB/4        | Jean-Claude Guérie   |                   | Ausfall         | Getriebeschaden |
| 1974 | Raymond Touroul            | Ferrari 365GTB/4        | Dominique Bardini    |                   | Rang 5          |                 |
| 1975 | Ecurie Buchet              | Porsche 911 Carrera RSR | Bob Wollek           |                   | disqualifiziert |                 |
| 1977 | JMS Racing Team            | Porsche 934             | Jean-Louis Bousquet  | Philippe Dagoreau | Rang 19         |                 |
| 1979 | North American Racing Team | Ferrari 512 BB          | Jean-Pierre Delaunay | Preston Henn      | Ausfall         | Unfall          |
| 1980 | ASA Cachia                 | Porsche 934             | Bernard Salam        | Christian Bussi   | Ausfall         | Motorschaden    |